# Йори, Иран
Эльвира Тереса Голдштейн, более известная как Иран Йори (исп. Iran Eory); 21 октября 1937, Тегеран, Иран — 10 марта 2002, Мехико, Мексика) — мексиканская и испанская актриса еврейского происхождения.

## Биография
Родилась 21 октября 1937 года в Тегеране в семье Фредерика Эмиля Голдштейн и Анхелы Йори, отец — еврей из Австрии, мать — еврейка   из Ирана. Вскоре с семьёй переехала в Испанию, где в 1953 году выиграла конкурс красоты в Монако, практически в то же самое время дебютировала в испанском, а затем и в мексиканском кинематографе и с тех пор снялась в 69 работах в кино и телесериалах. 
Скончалась 10 марта 2002 года в Мехико.

### Личная жизнь
Иран Йори жила гражданским браком с актёром Карлосом Монденом. Официально не вышла за него замуж из-за возражений матери супруга.

## Фильмография

### Избранные телесериалы
- 1971 — У любви — женское лицо — Вики Гальярдо у Пиментель.
- 1974 — Мир игрушки — Мерседес.
- 1978 — Доменика Монтеро — Доменика Монтеро (главная роль).
- 1984 — Принцесса — Паола.
- 1990 —
  - В собственном теле — Сусана Тамарис.
  - Когда приходит любовь — Росалия.
- 1991 — Шаловливая мечтательница — Донья Марселина де Родчилд.
- 1992 — Американские горки — Донья Марселина де Родчилд.
- 1994 — 
  - Пленница любви — Элоиса Монтастериос.
  - Полёт орлицы — Агустина де Ромеро Рубио.
- 1995 — Мария из предместья — Виктория де ла Вега.
- 1997 —
  - Без тебя — Мерседес.
  - Эсмеральда — духовная сестра Пьедад.
- 1998 — 
  - Узурпаторша — Лурдес.
  - Что происходит с нами? — Асусена.
- 1999 — Ради твоей любви — Пас Гальярдо де Монтальво-Ариса.
- 2000-02 — За один поцелуй — Кармен.

## Награды и премии

### TVyNovelas(1 из 4)
| Год  | Номинация                  | Теленовелла              | Итоги премии |
| ---- | -------------------------- | ------------------------ | ------------ |
| 2000 | Лучшая выдающаяся актриса  | Ради твоей любви         | Номинация    |
| 1996 | Лучшая выдающаяся акитриса | Мария из предместья      | Номинация    |
| 1992 | Лучшая выдающаяся актриса  | Шаловливая мечтательница | Победа       |
| 1991 | Лучшая выдающаяся актриса  | Когда приходит любовь    | Номинация    |